# Widok
Widok, německy Aussicht a česky lze přeložit jako Výhled, je kopec s nadmořskou výškou 281 m v lese Widok v části Brzezie města Racibórz (Ratiboř) nad údolím řeky Odra a polderem Racibórz Dolny v okrese Ratiboř v jižním Polsku. Podle geomorfologického členění Polska se nachází ve východní části pahorkatiny Płaskowyż Rybnicki (polské geografické značení 341.15), která je součástí geografického makroregionu Slezská vysočina (Wyżyna Śląska). Leží v Horním Slezsku.

## Geologie
Kopec Widok, podobně jako okolní krajina byl v posledním období formován především veletokem Odra a také zaniklými ledovci v době ledové.

## Historie
V minulosti se kopec nazýval Eichberg (wzgórze Dębowe, Dubový kopec). Současný název kopce je odvozen ze skutečnosti, že v minulosti byl jeho vrchol bez lesů a nabízel výhled na celé okolí. Z iniciativy tří dárců byla na kopci v roce 1880 postavena 18 metrů vysoká dřevěná rozhledna (Wieża Bismarcka). Z rozhledny bylo vidět na hory Radhošť, Velký Kriváň, Barania Góra, Horu svaté Anny aj. Místo se stalo cílem častých výletů a v roce 1890 zde byla postavena restaurace Aussichts-Restaurant i s dětským a sportovním hřištěm, střelnicí a kruhovým tanečním pódiem. V blízkosti byly postaveny také sáňařské a lyžařské sjezdovka. V roce 1914 byla restaurace přestavěna. V roce 1923 byla rozhledna zbořena. Po válce se budova restaurace využívala, v 70. a 80. letech 20. století patřila dolu Kopalnia Węgla Kamiennego Anna a následně chátrala. V roce 2008 byla prodána do sokromého vlastnictví.

## Další informace
- Přibližně severo-severovýchodně od vrcholu kopce Widok se nachází památník Pomnik Josepha von Eichendorffa w Brzeziu, který byl odhalen v roce 1907 a na podzim roku 1945 vyhozen do povětří neznámými pachateli a který je v současnosti obnoven.[1]
- Naučná stezka o délkách 3,8 a 5 km zaměřená na přírodní, kulturní a historické hodnoty kopce a lesa Widok.[1]
- Další turistické trasy na kopci Widok: Szlak Gołęszyców[4], Szlak Husarii Polskiej[5], Szlak Młodości Eichendorffa[6] a naučná stezka Ścieżka przyrodniczo-edukacyjna Las Widok.[7]

## Galerie

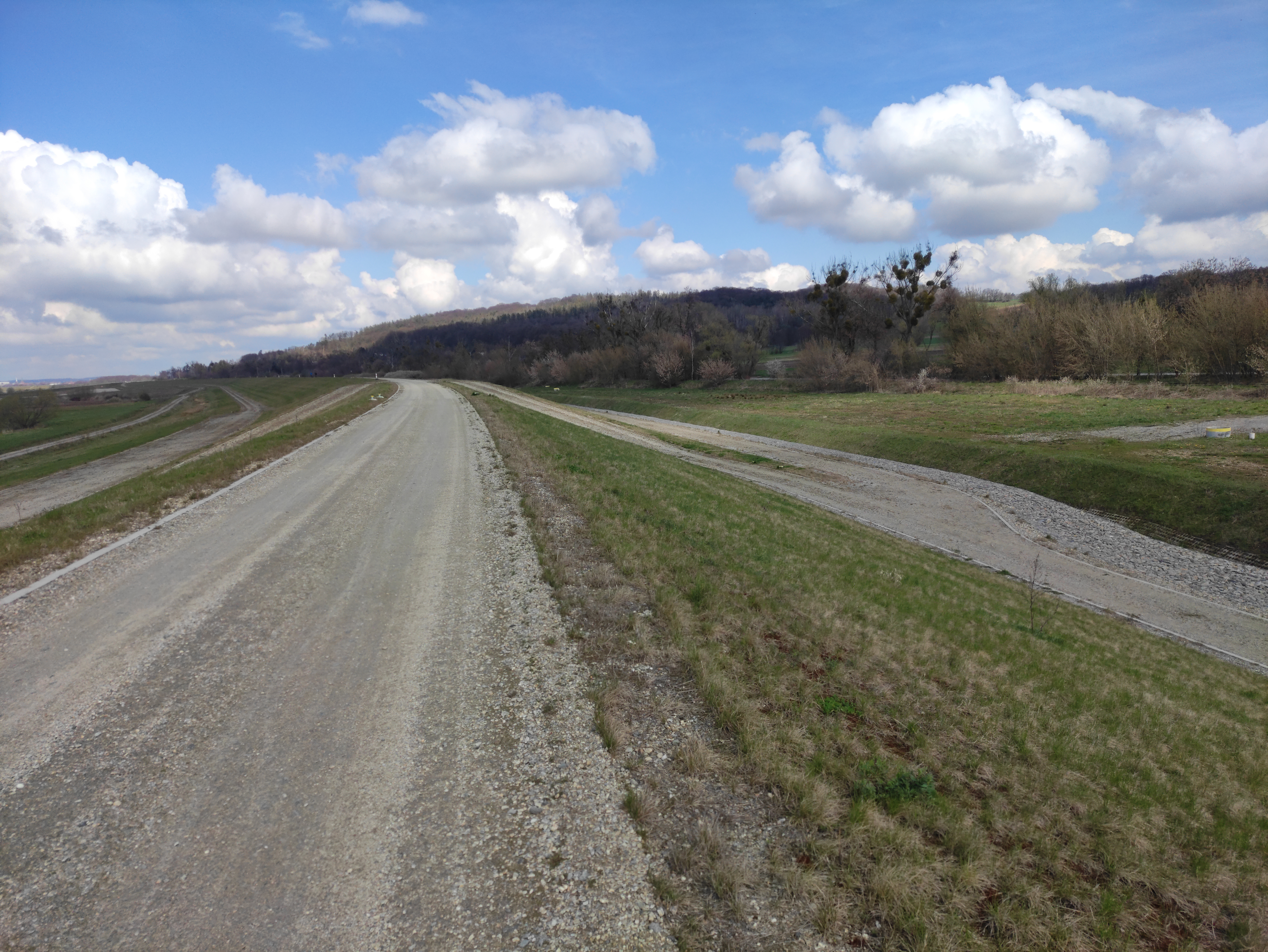
Kopec Widok z hráze polderu Racibórz Dolny
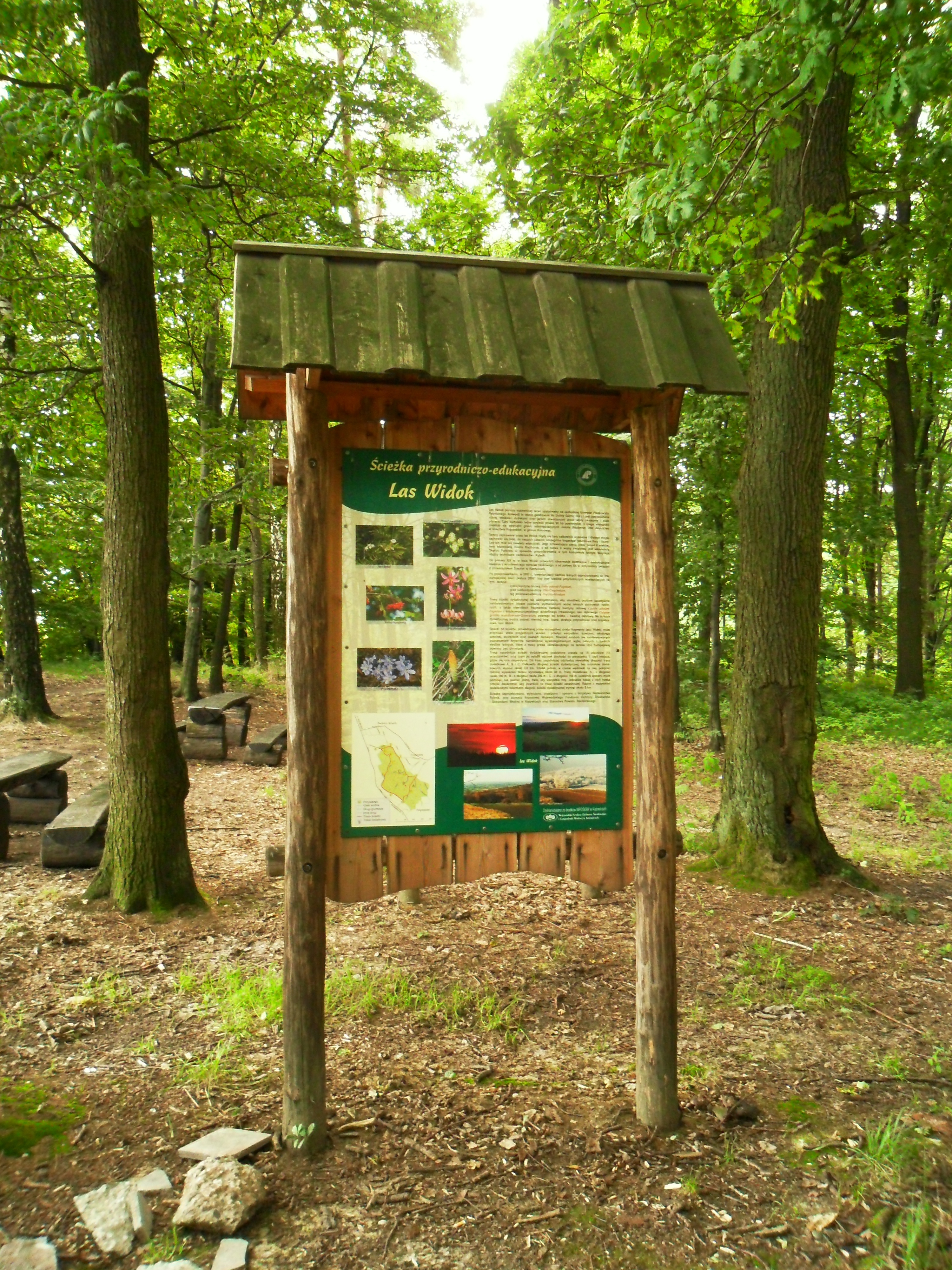
Informační panel na naučné stezce Ścieżka przyrodniczo-edukacyjna Las Widok